# Abetti (cratère)
Pour les articles homonymes, voir Abetti.
Abetti est un cratère d'impact sur la face visible de la Lune qui a la particularité d'avoir été submergé par une mare lunaire. Il a donc l'aspect d'un cratère fantôme, n'est visible que par sa couronne qui forme une légère excroissance en forme d'anneau à la surface de la Lune. Le nom fut officiellement adopté par l'Union astronomique internationale (UAI) en 1976,, en référence à Antonio Abetti (1846-1928) et Giorgio Abetti (1882-1982),,.

## Cratères satellites
Les cratères dits satellites sont de petits cratères situés à proximité du cratère principal, ils sont nommés du même nom mais accompagnés d'une lettre majuscule complémentaire (même si la formation de ces cratères est indépendante de la formation du cratère principal). Par convention, ces caractéristiques sont indiquées sur les cartes lunaires en plaçant la lettre sur le point le plus proche du cratère principal. Liste des cratères satellites de Abetti :
| Abetti                     |
| -------------------------- |
| Pas de cratères satellites |